# Фукуда, Кэйко
Кэйко Фукуда (яп. 福田 敬子 Фукуда Кэйко, 12 апреля 1913, Кёбаси-ку, Японская империя — 9 февраля 2013, Сан-Франциско, США) — японско-американский мастер боевых искусств, достигшая самого высокого ранга среди женщин-дзюдок: девятого дана в институте Кодокан (2006) и десятого в Дзюдо США (июль 2011) и Американской федерации дзюдо (сентябрь 2011). Она также оказалась дольше всех прожившей среди всех учеников Кано Дзигоро, основателя дзюдо. Её заслуги как первопроходца в женском дзюдо широко признаны, в 1972 она вместе с её сэмпаем Масако Норитоми впервые получила шестой дан (до этого женщины допускались только до пятого дана включительно). На 2019 год Фукуда остаётся единственной женщиной, дошедшей до десятого дана. По завершении обучения в Японии Фукуда посетила США несколько раз в 1950-х и 1960-х, а потом переселилась туда навсегда и продолжала преподавать в додзё области залива Сан-Франциско до самой смерти в 2013.

## Ранние годы
Фукуда Кэйко родилась 12 апреля 1913 года в Токио. Её отец умер, когда она была ещё ребёнком. В молодом возрасте она училась каллиграфии, искусству икебаны и правилам проведения чайной церемонии, что соответствовало ожиданиям того времени от приличной девушки. Её дедушка, Хатиносукэ Фукуда, был самураем и мастером школы дзюдзюцу Тэндзин Синъё-рю, которому обучал Кано Дзигоро, в будущем основателя стиля дзюдо и главы Кодокана (после завершения обучения у Фукуды, Кано учился ещё у двух разных мастеров дзюдзюцу, прежде чем основал своё направление). Именно воспоминания о дедушке привели в заинтересованности Кэйко Фукуды в боевых искусствах: сначала она посетила тренировку в сопровождении своей матери, а через несколько месяцев начала тренироваться и сама после личного приглашения Кано Дзигоро. Мать и брат поддержали её в этом, ожидая, что она найдёт себе среди дзюдок подходящую пару, а дядя высказался против. Замуж Кэйко Фукуда так и не вышла, но со временем стала экспертом сама. У Кано Дзигоро были ученицы как минимум с 1893 года (Суэко Асия), он официально открыл женский отдел Кодокана в 1926, а к моменту начала тренировок Кэйко Фукуды в 1935 году в Кодокане было уже 24 женщины. Вторым её инструктором после Кано стал Кюдзо Мифунэ.

## Переезд в США
Рост Фукуды был всего 150 см, а вес — 45 кг, но к 1937 году она уже получила статус инструктора. Параллельно она поступила в Женский университет Сёвы, где получила диплом по направлению японской литературы. В 1953 она сдала экзамен на пятый дан (став в тот момент четвёртой женщиной в мире с таким статусом; только одна из них — Масако Норитоми — учила в Кодокане) и поехала в США в ответ на приглашение от клуба дзюдо в Окленде. Там она прожила, преподавая, почти два года, но затем вернулась в Японию. В следующий раз она попала в США в 1966 с курсом семинаров в Калифорнии. После выступления в Колледже Миллса ей была предложена позиция преподавателя, которую она приняла, проработав там с 1967 по 1978 год, параллельно обучая дзюдок в местном додзё. Когда аудитория додзё выросла, она перенесла его в буддистский храм Сокодзи в Джапантаун. Новое додзё получило название «Соко Дзёси Дзюдо Клуб». Окончательно осев в Калифорнии, Кэйко Фукуда сменила гражданство с японского на американское.
В ноябре 1972 после успешной кампании против правила, запрещающего женщинам получать даны выше пятого, Кэйко Фукуда и Масако Норитоми (1913—1982) стали первыми женщинами, получившими шестой дан в Кодокане. В 1973 вышла её книга «Рождённая для ковра: Учебник женских ката для Кодокана». В 1974 она основала ежегодный дзюдо-лагерь, дающий возможность женщинам тренироваться вместе и обмениваться опытом. К этому моменту шестого дана достигли только три спортсменки.

## Признание
В 1990 году Фукуда получила японский орден Священного сокровища четвёртой степени (золотые лучи с розочкой) и американскую награду USJI за жизненный вклад в развитие американского дзюдо. В 2004 году вышла её вторая книга: «Дзю-но-ката: Учебник Кодокана, переработанный и расширенный для „Рождённой для ковра“». Также она регулярно входила в жюри по сертификации инструкторов и экзаминаторов.
В 1994 Кэйко Фукуда стала первой женщиной, получившей восьмой дан (красный пояс) дзюдо в Кодокане. В 2001 USJF поднял её статус до девятого дана за вклад в развитие спорта. В 2006 на ежегодном праздновании Кагами бираки Кодокан также поднял её до девятого дана. Таким образом, она с 2006 года имела девятый дан, второй с «конца» в дзюдо, подтверждённый основными международными организациями в этой области, и в июле 2011 официально получила десятый дан от одной из них, в сентябре 2011 от другой.
Фукуда продолжала вести уроки дзюдо три раза в неделю и организовывать ежегодные международные ката-соревнования и дзюдо-лагеря до самой смерти в возрасте 99 лет. Она также основала особую дзюдо-стипендию имени себя для помощи спортсменкам в тренировках и боевых искусствах. Кроме преподавания в США, она также давала уроки в Австралии, Канаде, Франции, Норвегии и Филиппинах. Личным девизом Фукуды было Быть смелым, быть мягким, быть прекрасным (яп. 強く、優しく、美しく цуёку, ясасику, уцукусику). Кэйко Фукуда скончалась у себя дома 9 февраля 2013 года.